# The Red
《The Red》(더 레드)는 대한민국의 걸그룹 레드벨벳의 첫 번째 정규 음반이다. 2015년 9월 9일 SM 엔터테인먼트가 발매하고 KT 뮤직이 배급하였다.

## 배경과 발매
SM 엔터테인먼트는 레드벨벳이 9월 초 첫번째 정규 음반으로 돌아온다고 알렸다. 9월 3일, 이미지 티저 시리즈가 열 곡의 수록곡 목록과 함께 그룹의 공식 인스타그램 계정으로 공개되었다. 9월 4일, 기획사는 정규 음반이 "Dumb Dumb"을 타이틀곡으로 9월 9일 자정에 공개된다고 발표했다.
'레드'와 '벨벳' 이미지 모두가 그룹의 활동 컨셉이었던 것에 이어서, The Red는 강렬하고 매혹적인 '레드' 이미지에 초점을 맞췄다. 9월 8일 기자회견에서 멤버들과 기획사가 첫 음반 다음으로 The Velvet 음반이 나올 것이라는 암시를 주었으나, SM 엔터테인먼트 대표는 아직 어떠한 계획도 없음을 밝혔다.
타이틀곡 "Dumb Dumb"의 뮤직비디오는 9월 8일 공개되었으며, 정규 음반은 9월 9일 발매하였다.

## 활동
그룹은 "Dumb Dumb"을 공연할 "컴백 쇼케이스"를 열었다. 또한, 네이버 V 앱을 통해 '오방만족! Red VS Velvet'이라는 제목으로 다섯 편의 생방송을 진행하며, 새 음반의 다양한 컨셉에 대해 이야기하였다. 첫 번째 방송은 9월 7일 방송되었으며, 두 번째 방송은 샤이니의 키가 MC가 되어 진행되었다.
그룹은 9월 10일 엠카운트다운에서 컴백 무대를 가졌으며, 이후 뮤직뱅크, 쇼! 음악중심, 인기가요에서 공연하였다.

## 평가
| 전문가 평가 | 전문가 평가 |
| 평가 점수   | 평가 점수   |
| 출처        | 점수        |
| ----------- | ----------- |
| 이즘        | [ 9 ]       |

《이즘》의 김도헌은 "차곡차곡 새 매력을 장전해왔던 이제까지와 달리 《The Red》가 노출하는 모습은 이전 리뷰에서 지적했던 '불완전', '특출하지 않음', '어중간함'의 종합된 함정이다. 수록 곡 일면도 '레드'라는 주제 아래 정립된 것처럼 보이지만 그 작법과 콘셉트 모두가 엇박자를 낸다."고 리뷰했다.

## 뮤직 비디오
인형 공장에서 제작되는 소녀라는 설정으로, 밝고 다양한 의상을 입으며, 마네킹의 움직임을 따라하는 독특한 안무를 추며 좋아하는 사람 앞에서 어색하게 변해버리는 소녀를 나타낸 가사를 암시한다.

## 수록곡
| #   | 제목                     | 작사           | 작곡                                                                                   | 재생 시간 |
| --- | ------------------------ | -------------- | -------------------------------------------------------------------------------------- | --------- |
| 1.  | 〈Dumb Dumb〉            | 서지음, 김동현 | LDN Noise, Deanna Dellacioppa, Taylor Parks, Ryan S. Jhun                              | 3:23      |
| 2.  | 〈Huff n Puff〉          | 켄지           | Alex G, Anne Preven, Will Gray, Jaden Michaels                                         | 3:01      |
| 3.  | 〈Campfire〉             | 조윤경         | LDN Noise, Taylor Parks, Denzil "DR" Remedios, Ryan S. Jhun                            | 3:17      |
| 4.  | 〈Red Dress〉            | 조윤경         | LDN Noise, Rodnae "Chikk" Bell, Nermin Harambasic, Charite Viken, Ryan S. Jhun, 최진석 | 3:02      |
| 5.  | 〈Oh Boy〉               | 구태우         | Herbie Crichlow, Lauren Dyson, LDN Noise, 최진석                                       | 3:09      |
| 6.  | 〈Lady's Room〉          | 켄지           | Kenzie, Daniel "Obi" Klein, Oliver McEwan, Ylva Dimberg                                | 3:16      |
| 7.  | 〈Time Slip〉            | Misfit         | Daniel "Obi" Klein, Johannes "Josh" Jørgensen, Charli Taft, Jinbo                      | 3:39      |
| 8.  | 〈Don't U Wait No More〉 | 100%서정       | Dwayne Abernathy Jr., Taylor Park, Ryan S. Jhun                                        | 2:51      |
| 9.  | 〈Day 1〉                | 황현(MonoTree) | 황현(MonoTree)                                                                         | 3:26      |
| 10. | 〈Cool World〉           | 임서현         | Daniel "Obi" Klein, Marcus Winther-John, Andy Love                                     | 4:06      |

## 차트
| 차트 (2015)                 | 최고 순위 |
| --------------------------- | --------- |
| 대한민국 (가온 차트)        | 1         |
| 미국 월드 앨범 (빌보드)     | 1         |
| 미국 탑 히트시커스 (빌보드) | 24        |
| 일본 (오리콘)               | 47        |

| 차트 (2015)          | 최고 순위 |
| -------------------- | --------- |
| 대한민국 (가온 차트) | 3         |

## 발매일
| 지역     | 날짜           | 포맷                | 레이블                   |
| -------- | -------------- | ------------------- | ------------------------ |
| 전세계   | 2015년 9월 9일 | 디지털 다운로드     | SM엔터테인먼트           |
| 대한민국 | 2015년 9월 9일 | CD, 디지털 다운로드 | SM 엔터테인먼트, KT 뮤직 |